# Amos (namn)
Amos är ett mansnamn. 

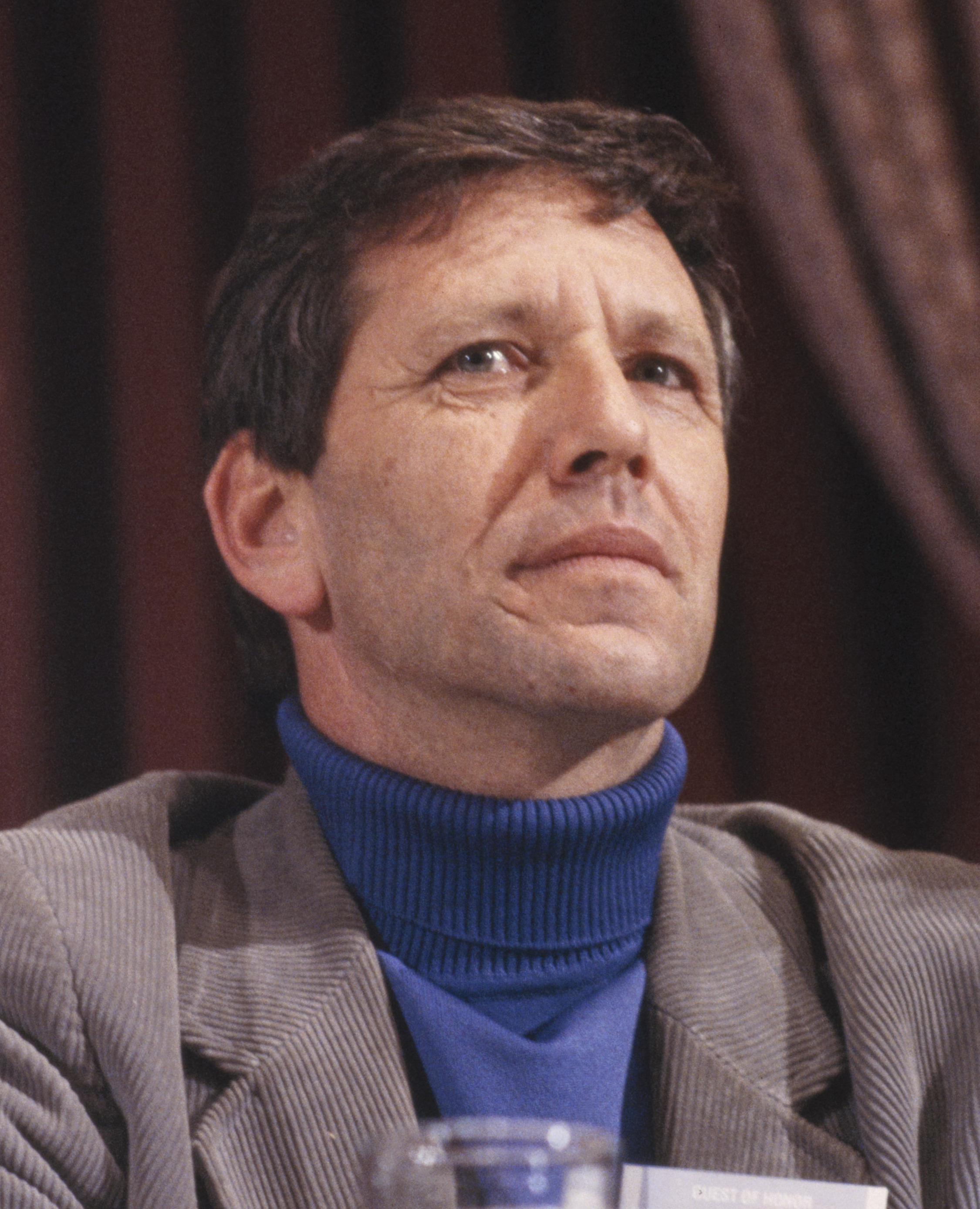
Amos Oz på 1980-talet.

Det infördes i den svenska almanackan på den 31 mars under 1600-talet, då det ersatte Cornelia. Namnet var till minne av profeten Amos i Gamla testamentet. Det fanns där fram till 1901, då det utgick. I den finlandssvenska namnsdagslängden har Amos namnsdag 31 mars sedan 2015.

## Personer med förnamnet
- Amos (profet) – en av de så kallade mindre profeterna i Gamla Testamentet
- Amos Meller (1938–2007), en israelisk kompositör och dirigent.
- Amos Oz (1939–2018), en israelisk författare.
- Amos Tversky (1937–1996), en pionjär inom kognitiv vetenskap.
- Amos Dolbear  (1837–1910), en amerikansk uppfinnare.
- Amos Urban Shirk (1890?–1956), en amerikansk affärsman och författare.
- Jan Amos Comenius (född 1592), en tjeckisk pedagog, författare, biskop